# 김수녕
김수녕(金水寧, 1971년 4월 15일~)은 대한민국의 전직 양궁 선수이자, 현재 스포츠 해설가이다.

## 생애
서울특별시에서 태어났으나 충청북도 청주시에서 자랐다. 대미국민학교 3학년 때 체육 교사의 권유로 양궁을 시작했다. 이후 덕성국민학교를 졸업, 청주중앙여중 재학 시절부터 두각을 나타내며 각종 대회를 석권하였으며, 청주여자고등학교 1학년 때인 1987년에 국가 대표로 발탁되었다.
국가대표로 처음 출전한 대회인 1987년 프랑스에서 열린 COQ 국제 양궁 대회에서 세계 신기록을 세우며 2관왕에 올랐다. 이듬해 1988년 1월 인도 뉴델리에서 열린 아시안컵 양궁 대회에서는 5관왕을 차지했다. 1988년 서울 올림픽에 출전해 올림픽 신기록을 세우며 여자 양궁 개인전에서 금메달을 획득하였다. 곧이어 벌어진 여자 단체전에서도 좋은 성적을 거두며 대한민국 팀의 우승을 이끌어 금메달을 획득하며 대한민국의 운동 선수로는 처음으로 올림픽 2관왕이 되었다.
다음해인 1989년 스위스 로잔에서 열린 세계 선수권 대회에서 개인전과 단체전에서 모두 금메달을 획득했고 1990년에는 고려대학교 체육교육학과에 진학했다. 그 해 베이징 아시안 게임에서도 금메달이 유력했으나 동메달을 획득했다. 1991년 폴란드 크라쿠프에서 열린 세계 선수권대회에서 개인전과 단체전에서 다시 모두 금메달을 획득하였다.
1992년 바르셀로나 올림픽에서는 개인전에서 은메달을 획득했고, 단체전에서는 금메달을 획득하여 올림픽 2회 연속 단체전 우승을 달성하였다. 이로써 그는 올림픽 개인전 2연패에는 실패했으나, 단체전에서는 2연패에 성공하여 대한민국에서 최초로 올림픽에서 2회 연속으로 금메달을 획득한 선수가 되었다.
당시까지 올림픽에서 금메달 3개, 은메달 1개로 대한민국 선수 중 가장 많은 메달을 획득하였고, 30여 차례의 세계 신기록 경신 등 양궁사에서 가장 화려한 경력을 남기고 1993년에 은퇴하였다. 은퇴 후 결혼하여 자녀를 낳고 한동안 주부로 지내면서 양궁계에서 떠나 있었다. 그 후 1999년 6년 만에 선수로 복귀하여 2000년 시드니 올림픽 도전을 선언하였다.
1999년 10월에 열린 대표 선발전에 출전하여 상위권에 들어가며 녹슬지 않은 기량을 선보였다. 예천군청에 입단했고, 2000년 초 대표 선발전에서 시드니 올림픽 대표로 최종 선발되었다. 시드니 올림픽 개인전에서는 동메달, 단체전에서는 금메달을 획득했다.
2001년에는 대표 선발전에서 탈락하여 국내 대회에만 출전했으며, 2002년과 2003년에도 국내 대회에 출전하였다가 2003년에 현역에서 완전히 은퇴를 했다. 그 후 2004년 아테네 올림픽에서 문화방송의 양궁 해설위원으로 발탁되어 활동하게 되었고 2006년 도하 아시안 게임과 2008년 베이징 올림픽과 2012년 런던 올림픽에서도 역시 문화방송의 양궁 해설위원으로 활동했다.

## 기타
‘신궁’(神弓)으로 불리며 세계 양궁계를 평정하며, 올림픽 통산 금메달 4개, 은메달 1개, 동메달 1개를 땄던 김수녕은 대한민국 스포츠 역사상 가장 뛰어난 업적을 남긴 선수 중 하나이다. 김수녕은 쇼트트랙의 전이경과 함께 금메달 4개로 한국 최다 올림픽 금메달을 보유한 선수로 남아있다. 그는 1988년 금메달 2개로 대한민국 최다 메달 보유 선수가 된 이래 1998년부터 2000년 사이 쇼트트랙의 전이경이 잠시 그보다 메달을 더 많이 보유했던 것을 제외하면 2013년까지 25년동안 계속 대한민국 최다 메달 보유 선수로 남아 있다.

## 출신 학교
- 대미초등학교(전학)
- 덕성초등학교(졸업)
- 청주중앙여자중학교
- 청주여자고등학교
- 고려대학교 체육교육학과
- 경희대학교 체육대학원 석사

## 같이 보기
- 궁술
- 대한민국 양궁 선수 목록